# نبرد دشت‌های آبراهام
نبرد دشت‌های آبراهام، همچنین به عنوان نبرد کبک شناخته می‌شود (فرانسوی: Bataille des Plaines d'Abraham, Première bataille de Québec)، نبردی حیاتی در جنگ هفت‌ساله (که به عنوان جنگ فرانسوی و سرخپوستان برای توصیف صحنه آمریکای شمالی نیز شناخته می‌شود) بود. این نبرد که در ۱۳ سپتامبر ۱۷۵۹ آغاز شد، در یک پلاتو توسط ارتش بریتانیا و نیروی دریایی سلطنتی بریتانیا علیه ارتش فرانسه در خارج از دیوارهای شهر کبک در زمینی که ابتدا متعلق به کشاورزی به نام آبراهام مارتین بود، اتفاق افتاد. به همین دلیل نبرد به نام او نامگذاری شد. این نبرد شامل کمتر از ۱۰٬۰۰۰ سرباز در مجموع بود، اما لحظه‌ای تعیین‌کننده در درگیری بین فرانسه و بریتانیا بر سر سرنوشت فرانسه نو بود که تأثیر زیادی بر ایجاد بعدی کانادا داشت.
در نتیجهٔ یک محاصره سه‌ماهه توسط بریتانیایی‌ها، این نبرد حدود یک ساعت طول کشید. نیروهای بریتانیایی به فرماندهی ژنرال جیمز ولف موفق به مقاومت در برابر پیشروی ستون نیروهای فرانسوی و کانادایی تحت فرماندهی ژنرال لوئی-ژوزف، مارکیز دو مونکالم شدند و از تاکتیک‌های جدیدی استفاده کردند که در مقابل فرم‌های نظامی استاندارد که در بیشتر درگیری‌های بزرگ اروپایی استفاده می‌شد، بسیار مؤثر بود. هر دو ژنرال در طول نبرد به‌طور مرگباری زخمی شدند؛ ولف بر اثر زخم گلوله بلافاصله بعد از شروع عقب‌نشینی فرانسویان فوت کرد و مونکالم در صبح روز بعد از زخمی که بر اثر برخورد یک گلوله تفنگ در پایین دنده‌هایش بود، درگذشت. پس از نبرد، فرانسویان شهر را تخلیه کردند.
نیروهای فرانسوی در بهار بعدی تلاش کردند کبک را بازپس بگیرند و در نبرد سنت-فوی، انگلیسی‌ها را به عقب‌نشینی به درون دیوارها وادار کردند. با این حال، فرانسوی‌ها نتوانستند شهر را تسخیر کنند و در سال ۱۷۶۳، پس از شکست در کمپین مونترال، فرانسه در معاهده پاریس بیشتر مالکیت‌های خود در آمریکای شمالی شرقی را به بریتانیای کبیر واگذار کرد.
موفقیت قاطع نیروهای بریتانیایی در دشت‌های آبراهام و تسخیر کبک، بخشی از آنچه در بریتانیای کبیر به عنوان «سال شگفت‌انگیز» ۱۷۵۹ شناخته می‌شد، شد.

## نمای کلی

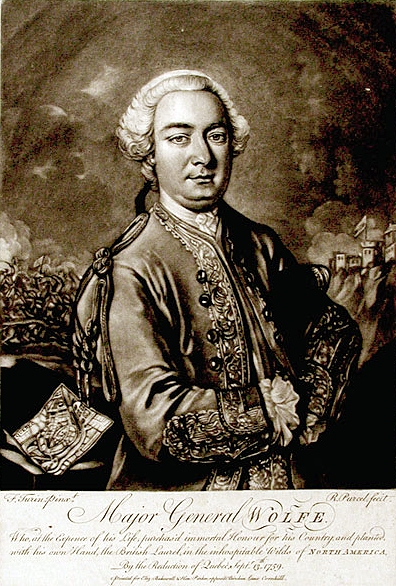
چاپ یک پرتره از ولف تقریباً در سال ۱۷۷۶

با ورود جنگ هفت ساله به مراحل پایانی خود در سال‌های ۱۷۵۸ و ۱۷۵۹، نیروها و مستعمرات فرانسوی در شمال شرقی آمریکای شمالی مورد حمله مجدد ارتش‌های بریتانیایی قرار گرفتند. در سال ۱۷۵۸، پس از شکست در ژوئیه در نبرد کاریلون، بریتانیایی‌ها در ماه اوت لوئیزبورگ را تسخیر کردند و باعث شدند کانادای آتلانتیک به دست آن‌ها بیفتد و مسیر دریایی برای حمله به کبک باز شود. بریتانیایی‌ها همچنین قلعه فرانتناک را در همان ماه تسخیر کردند و باعث از دست رفتن تأمینات فرانسوی‌ها برای کمپین دره اوهایو شدند. هنگامی که برخی از حامیان سرخپوست فرانسوی‌ها با بریتانیایی‌ها صلح کردند، فرانسه مجبور شد نیروهای خود را عقب بکشد. رهبران فرانسوی، به ویژه فرماندار پیر فرانسوا دو ریگو، مارکی دو وودرویل-کاوانال و ژنرال لویی-ژوزف دو مونتکالم، از موفقیت‌های بریتانیایی‌ها نگران بودند. با این حال، کبک هنوز توانایی محافظت از خود را داشت زیرا بریتانیایی‌ها برای سال ۱۷۵۹ یک حمله سه جانبه آماده می‌کردند.
جیمز ولف انتظار داشت ۱۲٬۰۰۰ نفر را فرماندهی کند، اما تنها حدود ۷٬۰۰۰ سرباز منظم، ۴۰۰ افسر و ۳۰۰ توپچی به استقبالش آمدند. او از ناوگانی متشکل از ۴۹ کشتی و ۱۴۰ قایق کوچکتر به رهبری دریاسالار چارلز سندرز حمایت می‌شد.

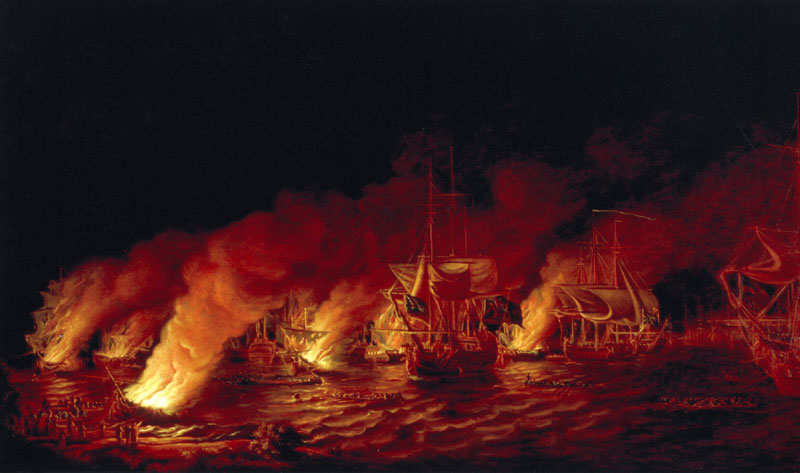
کشتی‌های آتش فرانسوی که برای مسدود کردن پیشروی بریتانیایی‌ها به پایین رودخانه فرستاده شده‌اند، همان‌طور که در یک نقاشی از دومینیک سررس نشان داده شده است

در آماده‌سازی برای نزدیک شدن ناوگان به کبک، جیمز کوک بخش بزرگی از رودخانه، از جمله کانالی خطرناک به نام «ترورس» را بررسی کرد. کشتی کوک یکی از اولین کشتی‌هایی بود که به بالای رودخانه رفت، کانال را صدا کرد و ناوگان را در حال حرکت به بالا راهنمایی کرد. ولف و نیروهایش در ۲۸ ژوئن در ایل دورلئان فرود آمدند. فرانسوی‌ها تلاش کردند ناوگان را با فرستادن هفت کشتی آتش به پایین رودخانه برای مختل کردن فرود، حمله کنند، اما کشتی‌ها زودتر از موعد به آتش کشیده شدند و ملوانان بریتانیایی در قایق‌های بلند توانستند کشتی‌های آتشین را از ناوگان دور کنند. روز بعد، نیروهای ولف در ساحل جنوبی رودخانه در پوینت لوی، تقریباً درست در مقابل کبک فرود آمدند؛ یک باطری توپخانه در اوایل ژوئیه در آنجا تأسیس شد که تقریباً شهر پایین را با بمباران تخریب کرد.
علی‌رغم هوای شکست‌طلبی در میان رهبری، نیروهای فرانسوی و مدافعان میلیشای نیوفراسنی تمرکز خود را بر روی آماده‌سازی برای حملات بریتانیایی‌ها در ساحل بوپور گذاشتند. مونتکالم و کادرش، سرلشکر فرانسوا دو گاستون، شوالیه دو لویس، سرهنگ لوئیس آنتوان دو بوگاینویل و ستوان-سرهنگ دو سننزرگ، حدود ۱۲٬۰۰۰ سرباز را در مجموعه‌ای از سنگرها و باتری‌های مستحکم در طول ۹ کیلومتر از رودخانه سنت‌چارلز تا آبشارهای مونت‌مورانسی، در امتداد سواحل کم‌عمق رودخانه، در مناطقی که قبلاً توسط تلاش‌های بریتانیایی‌ها برای فرود هدف قرار گرفته بودند، توزیع کردند. پیش از بریتانیایی‌ها، یک ناوگان کوچک از کشتی‌های تدارکاتی با تأمینات بسیار ضروری به کبک رسیده بود. این تأمینات، همراه با ۵۰۰ نیروی کمکی، احتمالاً به مقاومت فرانسوی‌ها در طول محاصره طولانی کمک کردند.